# Monitor (NBC Radio)
Pour les articles homonymes, voir Monitor.

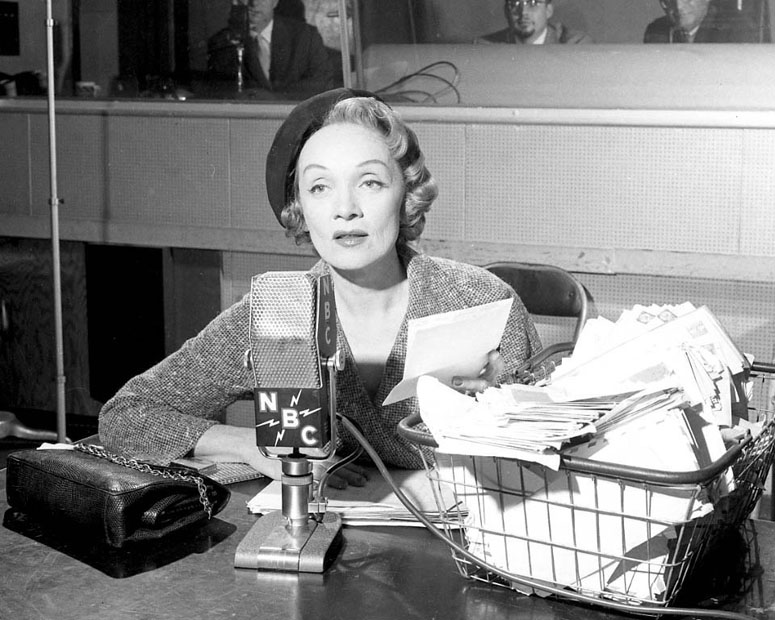
Marlene Dietrich fut une chroniqueuse régulière de Monitor dans le domaine des problemes émotionnels.

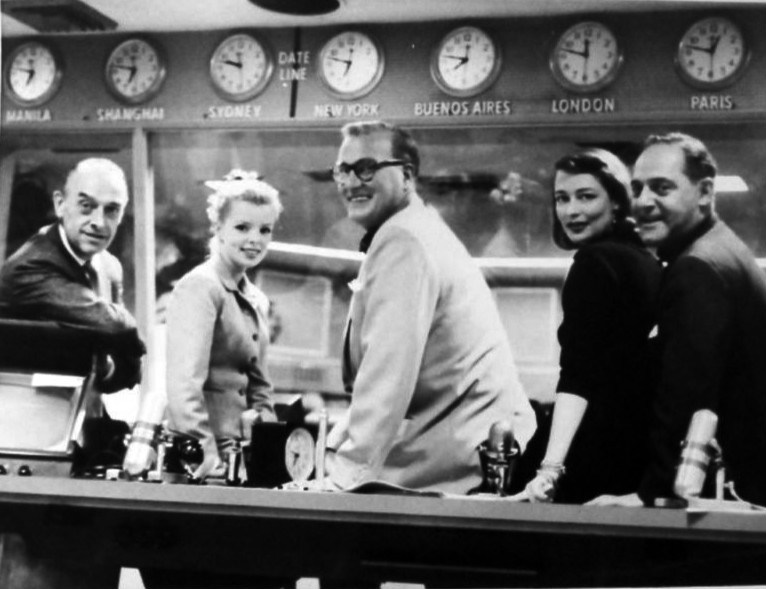
L'équipe Monitor du dimanche après-midi et soir à Radio Central, 1957. de gauche à droite : Frank Gallop, Lorna Lynn (Monitor Medley Girl), Dave Garroway, Tedi Thurman (Miss Monitor) et Ben Grauer.

Monitor est un programme d'émission radiophonique américain diffusé le week-end du 12 juin 1955 au 26 janvier 1975. Diffusé en direct et à l'échelle du pays entier sur le réseau de radio NBC. Il se déroulait du samedi matin à 8 heures jusqu'à minuit. Cependant, après les premiers mois, la totalité de la diffusion du week-end a été raccourcie : interruption de l'émission de minuit à l'aube, car peu de stations de la chaîne National Broadcasting Company le diffusaient.
L'émission proposait une série de reportages : actualités, sports, humour, variétés, musique et entretiens avec des célébrités ainsi que d'autres courts métrages (altéré par la diffusion de chansons populaires). La longueur et le format éclectique de l'émission constituaient une rupture par rapport à la programmation radiophonique traditionnelle de 30 et 60 minutes. Cétait une tentative ambitieuse de répondre à l’émergence de la télévision en tant que principal média de divertissement à domicile en Amérique.
L’émission a été conçue par le président de la chaîne de radio et de télévision NBC Sylvester (Pat) Weaver, qui sut maintenir la radio en vie à l’ère de la télévision. Soutenant que la radiodiffusion pouvait et devait éduquer autant que divertir, Weaver avait créé une série d'émissions réunissant les noms les plus connus et les plus respectés de la radiodiffusion, du divertissement, du journalisme et de la littérature. Monitor et la série de documentaires télévisés du dimanche après-midi Wide Wide World étaient les deux dernières contributions majeures de Weaver à NBC, puisqu'il a quitté le réseau moins d'un an après la première de Monitor.